# Кастельхольм

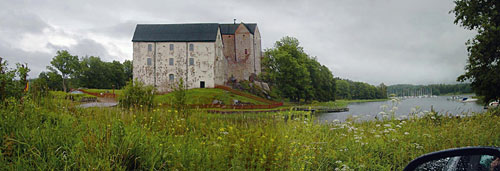
Кастельхольм в 2004 году

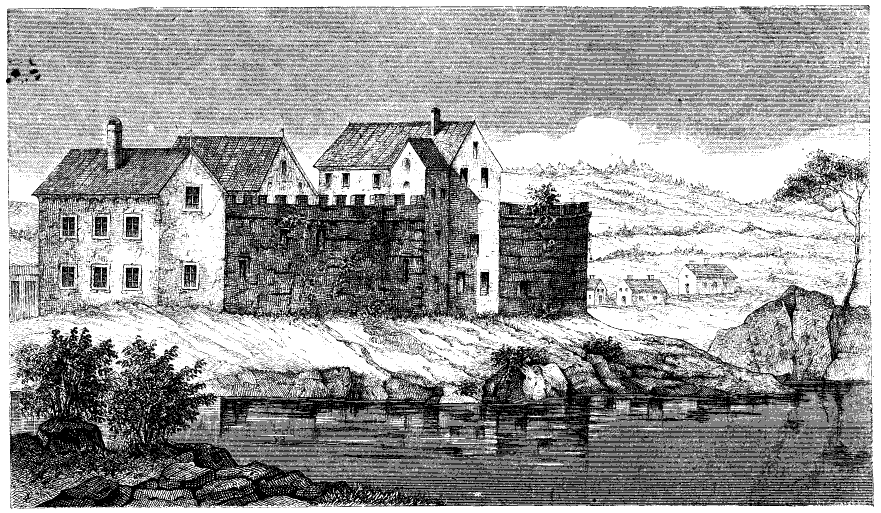
Кастельхольм в конце XVII века

Кастельхольм (швед. Kastelholm, фин. Kastelholma) — средневековый замок в коммуне Сунд на Аландском архипелаге.
Замок Кастельхольм — единственный средневековый замок на Аландах, упоминающийся впервые в летописях в 1388 г. как «Castelhoms hus» («Дом Кастельхольм»). Точная дата основания замка, однако, неизвестна. В нынешнем облике замок представляет собой сложный архитектурный комплекс, строившийся и расширявшийся в период с конца XIV до середины XVII вв.

## История
Точная дата основания замка Кастельхольм неизвестна. Впервые он упоминается в договоре от марта 1388 года, согласно которому он перешёл в наследство королеве Маргарите I от Бо Йонссона Грипа. Полгода спустя комендант Абоского замка Якоб Абрамссон обращается в письме к коменданту Кастельхольма с требованием передать ему товары, конфискованные им у купцов с острова Готланд.
Расцвет замка приходится на XV-XVI века. Во второй половине XVI века замок принадлежал роду Стенбок, находившемуся в оппозиции шведскому королю Эрику XIV. В 1599 году во время междоусобной войны за шведский престол замок был в значительной степени разрушен войсками короля Карла IX.
В 1631 году замок был отстроен. В 1634 году, с присоединением Аландских островов к провинции Або, он утратил административное значение и в XVII-XVIII веках использовался прежде всего в качестве тюрьмы. В 1745 году замок был разрушен пожаром. В 1770-е годы камни и строительные материалы, оставшиеся от сгоревшего замка, были использованы при строительстве новой тюрьмы. Лишь в XX веке замок снова отреставрировали и открыли для посещения.